# 萨尔姆河 (比利时)
萨尔姆河（法語：Salm，法語發音：[salm]）是比利时瓦隆大区卢森堡省与列日省的河流，是昂布莱沃河的左支流，长34千米，发源自伯奥，于特鲁瓦蓬流入昂布莱沃河。